# Ante Skataretiko
Ante Skataretiko (1928. - ožujka 2003.) je bio hrvatski diplomat, gospodarstvenik i športski dužnosnik.

## Životopis
Kao mladić školovao se kod fratara gdje je igrao nogomet. Školovanje je nastavio na splitskoj realnoj gimnaziji, gdje je trenirao veslanje.
Studirao je u Zagrebu na Ekonomskom fakultetu, gdje je diplomirao 1950. godine. Dodatni tečaj je završio u Beogradu 1950. godine.
U diplomaciji je radio u Stockolmu (1950. – 1953.), Parizu (stalno izaslanstvo Jugoslavije pri OECD-u četiri godine) i New Yorku u stalnom izaslanstvu pri UN-u 5 godina. Nakon povratka iz diplomacije, bio je direktorom splitskog poduzeća Koteksa.(1971. – 1974.)
1970-ih je predsjedao splitskim Izvršnim vijećem (od 31. svibnja 1974. do 10. svibnja 1982., u dvama mandatima). Od 1976. do rujna 1979. je obnašao dužnost predsjednika Izvršnog odbora Mediteranskih igara u Splitu" U razdoblju tih dvaju mandata Split i okolna mjesta (Zadar, Šibenik, Trogir, Omiš, Makarska, Sinj, Hvar, Kaštel-Gomilica) su doživila veliku izgradnju: mnoštvo športskih objekata, hotela, prometnica i inih društvenih objekata, tunel kroz Marjan, željeznička pruga koja je vodila od gradske luke do predgrađa Kopilice je stavljena pod zemlju. Obnašao je dužnost potpredsjednika Izvršnog vijeća Sabora SR Hrvatske poslije Mediteranskih igara u Splitu.
Od 1980. do 1981. predsjedao je splitskim Hajdukom. Poslije je 1980-ih bio potpredsjednik Izvršnog vijeća (vlade) SR Hrvatske. Nakon što mu je istekao mandat, bio je veleposlanikom u Italiji i na Malti. Nakon diplomatske karijere u Rimu i na Malti, vratio se u Koteks 1988. godine. Od 1993. je u mirovini.
Bio je velikim zagovornikom izgradnje Jadransko-jonske autoceste, koja bi išla kroz Italiju, Sloveniju, Hrvatsku, Bosnu i Hercegovinu, Crnu Goru, Makedoniju, Albaniju i Grčku. Bio je među prvim zagovornicima izgradnje splitske ACI marine u splitu. Zagovarao je ideju o muzeju MIS-a.
Posmrtno je dobio nagradu Grada Splita 2003. godine.

## Zanimljivosti
Rodom je iz obitelji Grka koji su još za mletačke vlasti došli živjeti u hrvatske krajeve. Izvorno su se zvali Skataretikos. Djed mu je svojevremeno namjeravao pohrvatiti prezime u Skatić, a potom se došlo do današnjeg oblika prezimena.

## Vanjske poveznice
- Slobodna Dalmacija Ante Skataretiko: Otvoreno pismo predsjedniku hrvatskog Sabora Zlatku Tomčiću o izgradnji Jadranske autoceste, 18. prosinca 2000.